# Kohlit
Kohlit és una ciutat esmentada al Rotllo de coure, un dels Manuscrits del Mar Mort, com el lloc on diverses caixes que contenen or i plata són enterrades, en diverses parts d'aquesta. Malgrat el fet que només un objecte dels enumerats al Rotllo de Coure ha estat trobat fins ara, Kohlit s'ha convertit en una cosa similar al modern El Dorado.
Kohlit és també una regió a l'est del riu Jordà on van tenir lloc les campanyes militars d'Alexandre Janeu. Es desconeix si Kohlit coincideix amb la ciutat referida al Rotllo de Coure.